# Kassel Huskies
I Kassel Huskies sono una squadra tedesca di hockey su ghiaccio di Kassel, nell'Assia settentrionale che milita nella DEL2. Furono una delle squadre fondatrici della Deutsche Eishockey Liga.

## Storia
Il club nacque nel 1977 con il nome ESG Kassel, mentre dieci anni dopo cambiò il nome in EC Kassel. Sotto queste due denominazioni la squadra militò nelle divisioni minori del campionato tedesco, la Regionalliga, la Oberliga e la 2. Bundesliga. A partire dal 1994 invece presero parte alla Deutsche Eishockey-Liga, il massimo campionato tedesco, con il nome Kassel Huskies, arrivando alla finale nella stagione 1996-1997. Nel 2006 furono retrocessi in 2. Eishockey-Bundesliga, prima di risalire in DEL due stagioni dopo. Nonostante la posizione riacquisita nella massima lega nazionale nel 2010 furono costretti ad abbandonare il campionato per problemi finanziari. Dalle ceneri degli Huskies è nata la formazione EC Kassel Huskies, militante in Oberliga.

## Palmarès
- 2. Eishockey-Bundesliga: 1

2007-2008